# Dwight Stones
Pour les articles homonymes, voir Stones (homonymie).
Dwight Stones (né le 6 décembre 1953 à Los Angeles) est un athlète américain spécialiste du saut en hauteur.

## Carrière
Il participe à ses premiers Jeux olympiques lors des Jeux olympiques 1972 à Munich où il remporte une médaille de bronze avec l'ancienne technique du rouleau ventral. L'année suivante toujours à Munich, en franchissant 2,30 m, il dépasse d'un centimètre le record du monde de Pat Matzdorf ainsi que celui non ratifié du Chinois Ni Chih-Chin. Il devient le premier homme à battre le record du monde en utilisant la technique du rouleau dorsal (Fosbury-flop) avec 2,30 m.
Il remporte, sur invitation, l'épreuve du championnat de France en juillet 1974 au stade de l'Ouest à Nice avec un saut de 2,25 m, devançant Paul Poaniewa, sacré champion national avec un saut de 2,14 m.
Il domine ensuite le monde de la hauteur jusqu'aux Jeux olympiques 1976 à Montréal. Plus tôt dans la saison, lors des sélections américaines, il a battu un nouveau record du monde avec 2,31 m. Mais, lors du concours des jeux disputé sous la pluie, il est dominé par le polonais Jacek Wszola, le canadien Greg Joy, et n'obtient que la médaille de bronze. Sa participation aux Jeux de Montréal a aussi été marquée par une polémique au cours de laquelle il aurait déclaré détester les Canadiens français (journal Montréal-Matin, 29 juillet 1976, p. 5 et 8), polémique qui a pris une ampleur telle qu'il a dû porter un T-Shirt indiquant qu'il aimait le peuple organisateur des Jeux.
Il participera à ses troisièmes Jeux lors des Jeux olympiques 1984 où il termine au pied du podium.

## Palmarès

### Jeux olympiques
- Jeux olympiques d'été de 1972 à Munich :
  -  Médaille de bronze au saut en hauteur
- Jeux olympiques d'été de 1976 à Montréal :
  -  Médaille de bronze au saut en hauteur

### Records
- record du monde avec 2,30 m le 11 juillet 1973 à Munich
- record du monde avec 2,31 m le 5 juin 1976 à Philadelphie
- record du monde avec 2,32 m le 4 août 1976 à Philadelphie